# Bigbig Studios
Bigbig Studios era una società produttrice di videogiochi. È stata fondata nel 2001 da un team di 4 ex Codemasters. La società è stata costituita con l'aiuto della società madre Evolution Studios. Aveva sede in Leamington Spa nel Regno Unito. Ha guadagnato una grande quantità di popolarità grazie al suo primo gioco Pursuit Force che è diventato un bestseller.
Bigbig Studios e Evolution Studios sono stati acquistati da Sony Computer Entertainment nel mese di settembre 2007, notizia che è stata confermata in un'intervista, Bigbig Studios fu assegnata a produrre prodotti solo per PlayStation portatili come Pursuit Force, e MotorStorm: Arctic Edge per PlayStation Portable e Little Deviants per PlayStation Vita
Il 10 gennaio 2012, Sony ha confermato la chiusura di Bigbig Studios.

## Giochi
| Titolo                         | Anno | Piattaforma                          |
| ------------------------------ | ---- | ------------------------------------ |
| Pursuit Force                  | 2005 | PlayStation Portable                 |
| Pursuit Force: Extreme Justice | 2007 | PlayStation Portable                 |
| MotorStorm: Arctic Edge        | 2009 | PlayStation Portable & PlayStation 2 |
| Little Deviants                | 2012 | PlayStation Vita                     |